# Strzelce (województwo kujawsko-pomorskie)
Strzelce – wieś w Polsce położona w województwie kujawsko-pomorskim, w powiecie mogileńskim, w gminie Mogilno. Dawna nazwa: Lubieszewo. W dokumentach występuje również pod innymi nazwami: Strzelcze, Lhtbessowo, Lubessowo, Lubeschewo, Luliessewo.

## Podział administracyjny
Wieś duchowna, własność opata benedyktynów w Mogilnie pod koniec XVI wieku leżała w powiecie gnieźnieńskim województwa kaliskiego. W latach 1975–1998 miejscowość położona była w województwie bydgoskim.

## Demografia
Według Narodowego Spisu Powszechnego (III 2011 r.) liczyła 535 mieszkańców. Jest szóstą co do wielkości miejscowością gminy Mogilno.

## Historia wsi

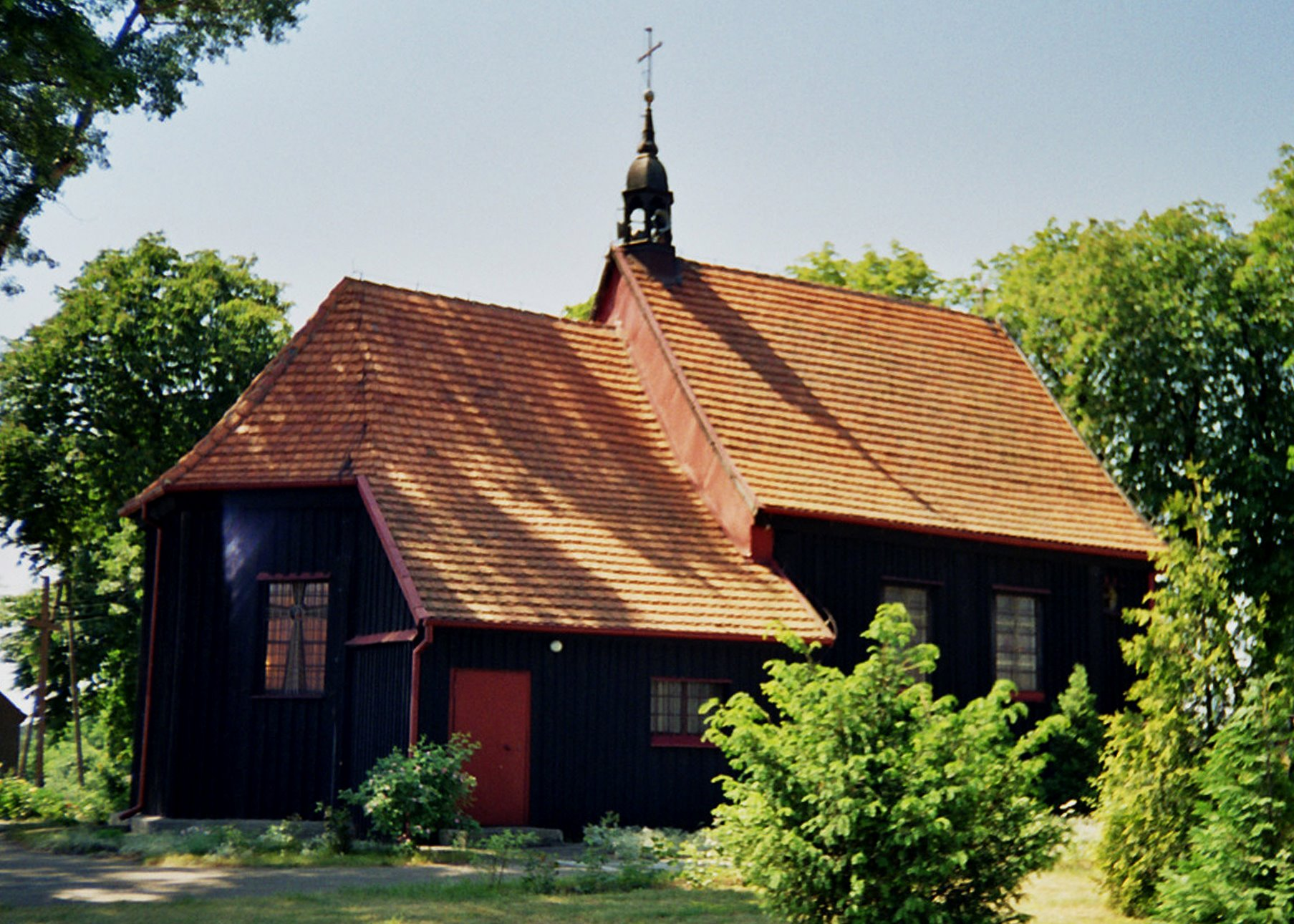
Kościół pw. Narodzenia Najświętszej Marii Panny w Strzelcach

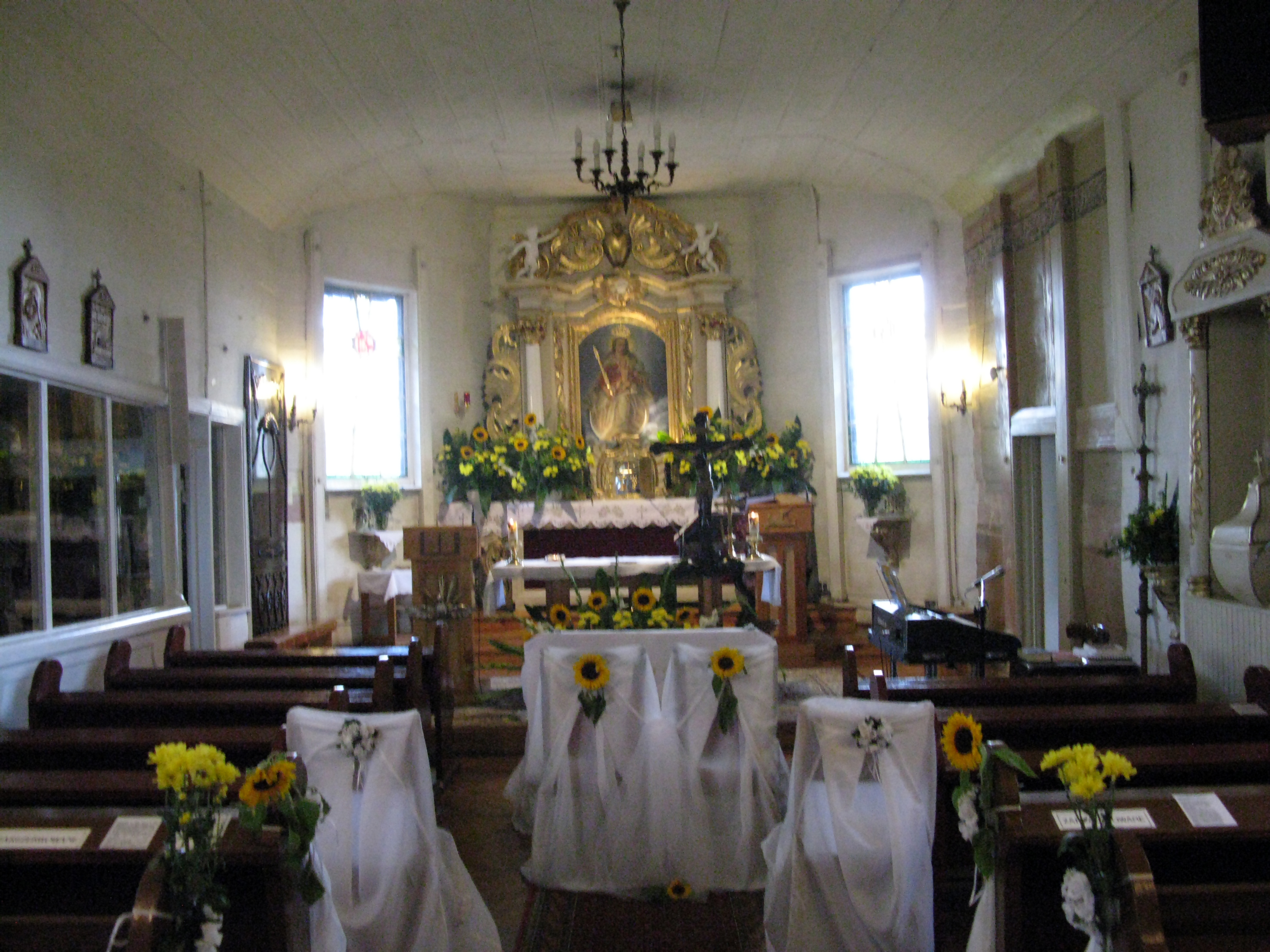
Wnętrze kościoła

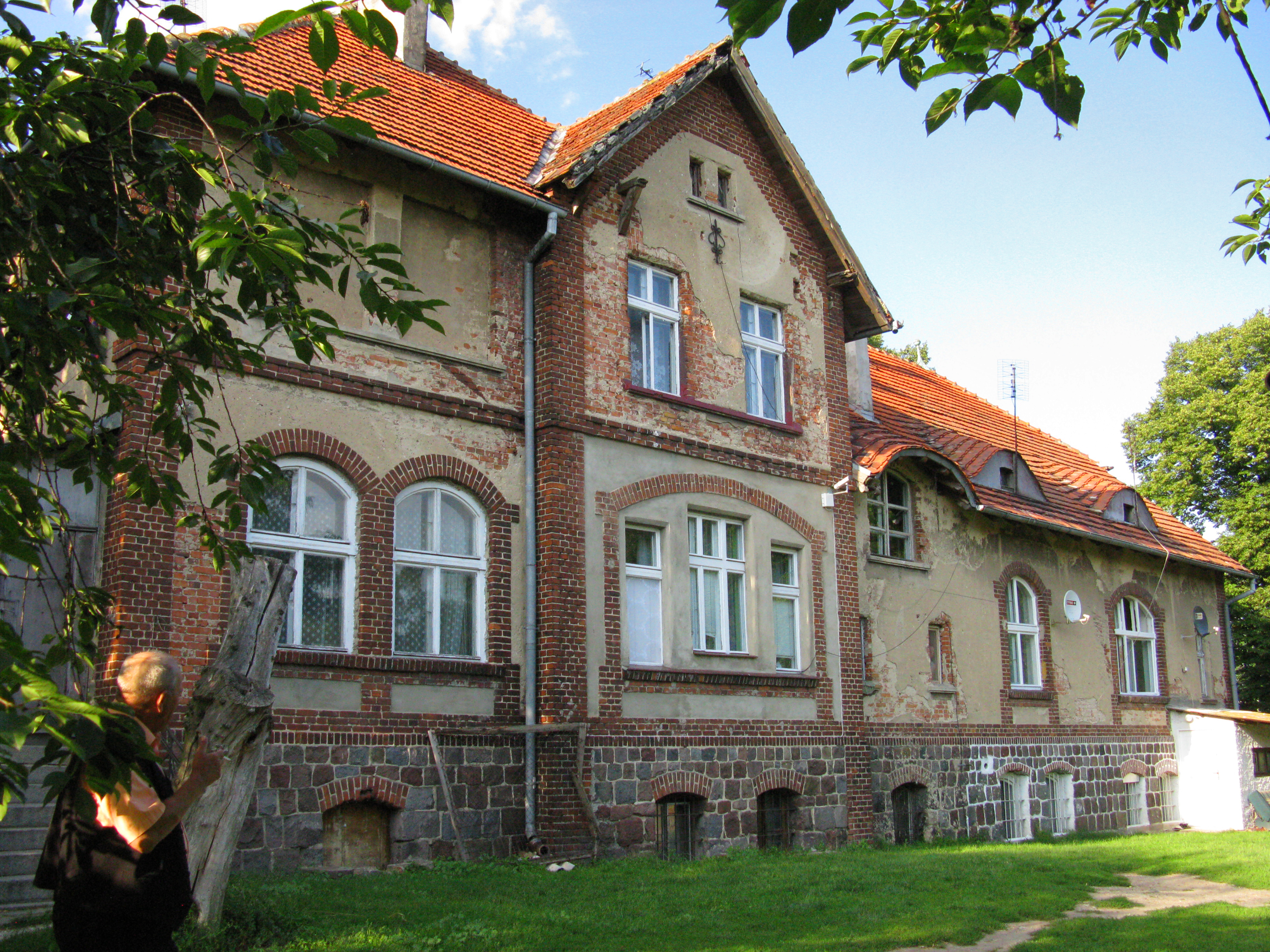
Strzelce – dwór z XIX wieku

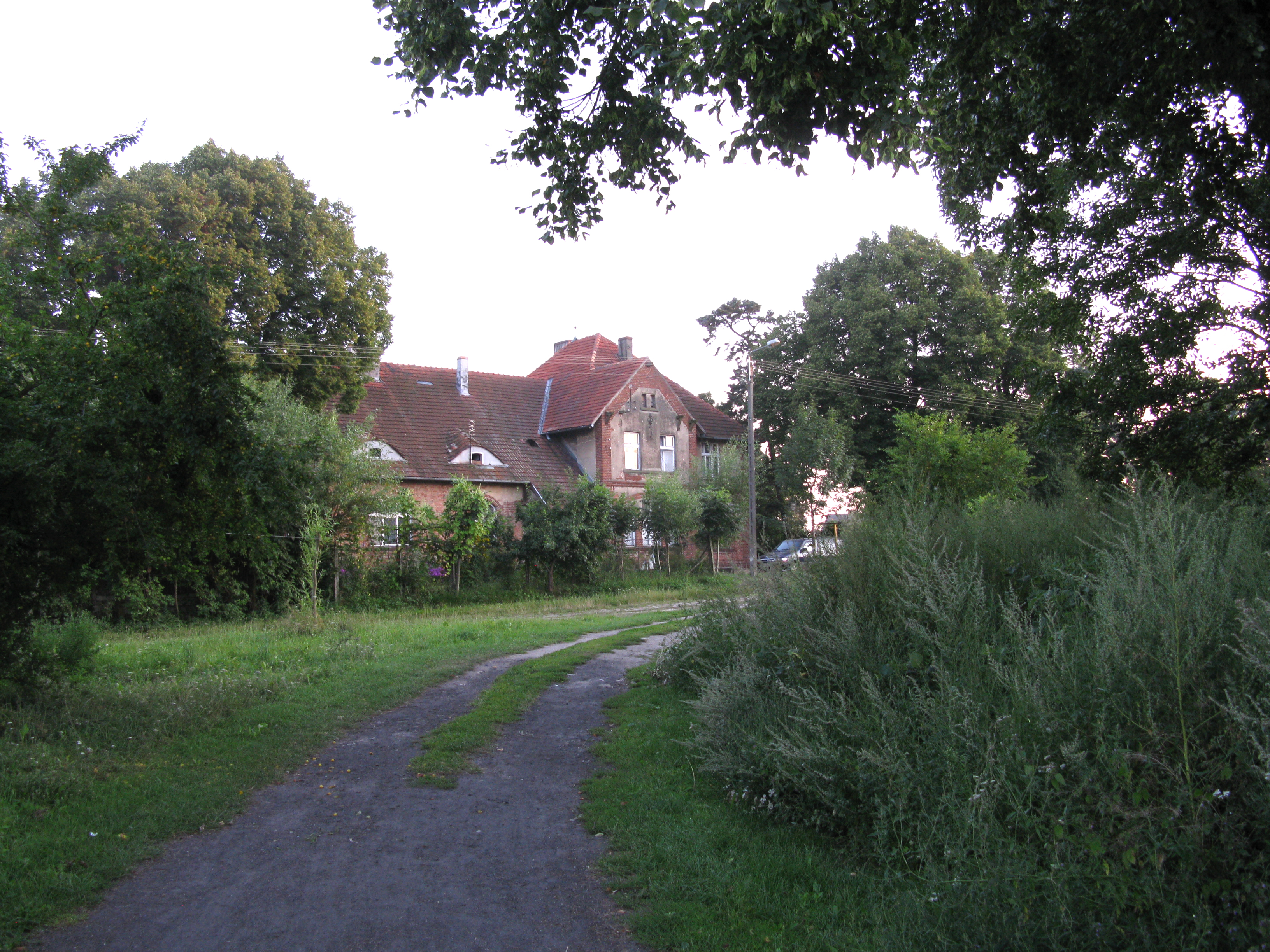
Strzelce – widok na dwór

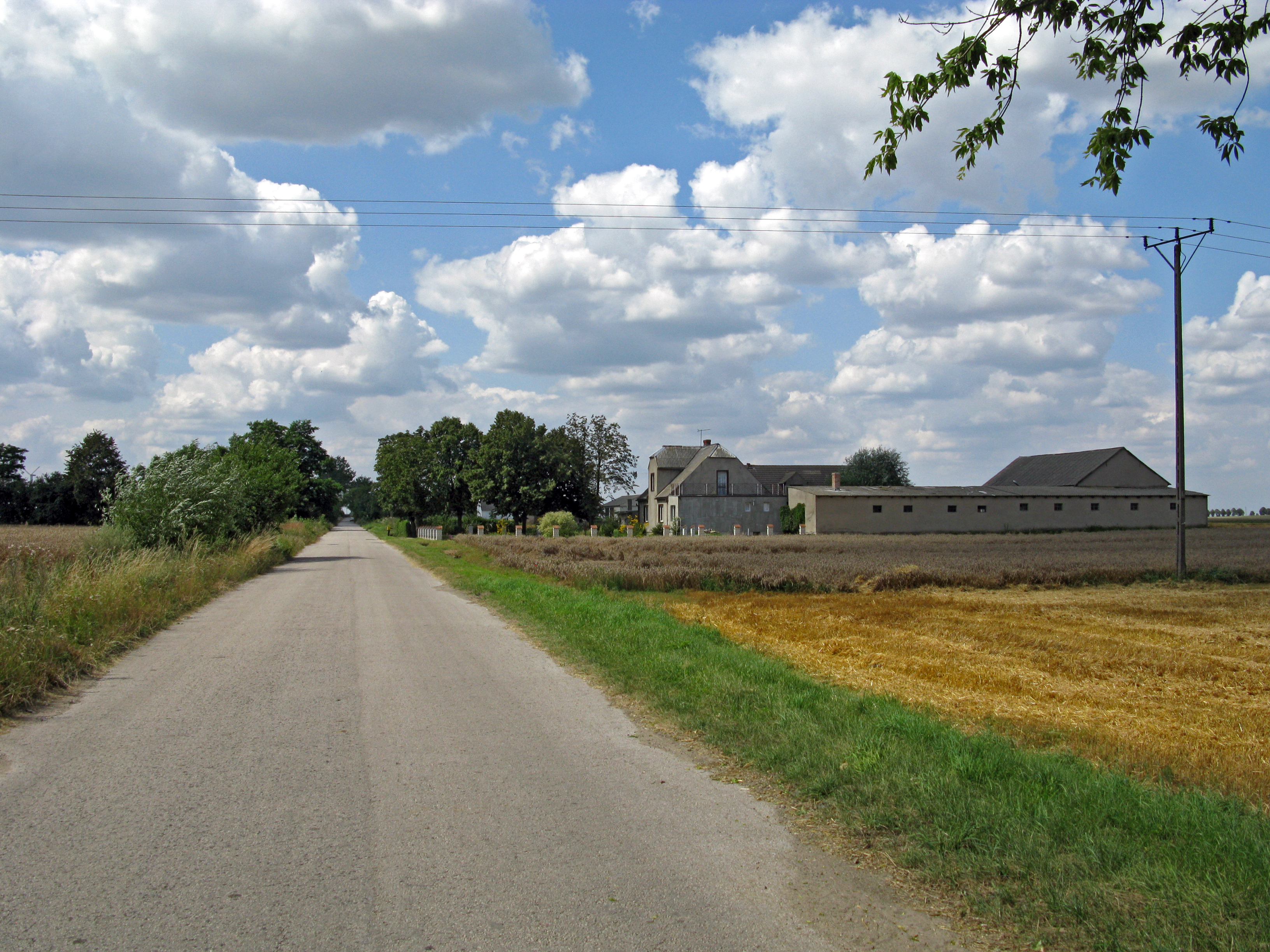
Strzelce – droga do pobliskiego Ratowa

Pierwsza wzmianka o Lubieszewie (od roku 1580 zmieniono nazwę na Strzelce) pochodzi z drugiej połowy XII w. (rok 1155). W dokumencie królewskim, tzw. falsyfikacie mogileńskim, (błędnie datowanym przez niektóre źródła na rok 1065) zawarty jest akt nadania dla klasztoru benedyktynów w Mogilnie. Na mocy tego dokumentu własnością klasztoru stały się między innymi 23 miejscowości z obszaru Wielkopolski i Kujaw.
Książę Bolesław Szczodry, uwłaszczając benedyktynów mogilnickich, nadał im wieś Lubieszewo z połową jeziora, które wymienia także przywilej ks. Salomei, potwierdzony przez Mieszka Starego w roku 1193. W roku 1215 przysądzono klasztorowi w Strzelnie dziesięcinę z Lubieszewa, do której rościł sobie prawa biskup kujawski. W roku 1249 Kazimierz I kujawski (syn Konrada mazowieckiego) nadał klasztorowi w Strzelnie wieś Bronisław z Jeziorem Lubieszewskim (współczesna nazwa: Jezioro Pakoskie). W roku 1580 w Strzelcach znajdował się młyn, 4 zagrody i 1 rzemieślnik. Po roku 1793 wieś Strzelce została zajęta przez rząd pruski, który utworzył z niej domenę z osadami: Baba Mała i Wielka, Burgrabstwo, Bystrzyca i Chałupska. Pod koniec XIX w. wieś należała do powiatu mogilnickiego i dekanatu żnińskiego. We wsi znajdował się folwark, kościół i szkoła.

## Historia parafii w Strzelcach
Pierwszy kościół zbudowany z drewna pod wezwaniem Narodzenia Najświętszej Marii Panny w Strzelcach
istniał już w XIII w. Był on wielokrotnie odbudowywany, przebudowywany i odnawiany. Obecny kościół pochodzi z pierwszej połowy XVII w. Na przełomie XIX i XX w. parafia liczyła 674 osób. Należały do niej miejscowości: Dębina (Amalienhof), Gadów, Głogówiec, Krzyżanna, Neumanowo, Ratowo i Strzelce.

## Dziedzictwo kulturowe, zabytki, turystyka
- Kościół drewniany pw. Narodzenia Najświętszej Marii Panny z pierwszej połowy XVII w.
- Dzwonnica drewniana z XVIII w.
- Cmentarz: parafialny w Strzelcach, założony w XIX w.
- Stanowisko archeologiczne (podczas prac archeologicznych odkryto między innymi ceramikę z zespołów grobowych kultury iwieńskiej)

## Znane osoby związane ze Strzelcami
- Michał Białecki (ur. 1898) – chorąży Wojska Polskiego, kawaler Orderu Virtuti Militari
- Kazimierz Kaczmarek – ur. w Barcinie, rozstrzelany w Charkowie w 1940 r., kierownik tutejszej szkoły w latach 30. XX wieku
- Jan Wojciechowski – pierwszy kierownik, od 1919 r., polskiej szkoły w Janikowie. Urodził się 27 stycznia 1884 r. w Strzelcach. Pochodził z rodziny chłopskiej, wykształcił się w seminarium nauczycielskim. Należał do wielu organizacji i stowarzyszeń i sportowych. Pełnił w nich wiele funkcji, organizował liczne imprezy środowiskowe, Prawdopodobnie zginął w październiku 1939 r., wywieziony i zamordowany w lasach gniewkowskich. Tam znajduje się jego mogiła. Tablica upamiętniająca śmierć znajduje się na dawnym budynku szkoły przy ul. 1 Maja